# Дзялкі-Бжуські
Дзялкі-Бжуські (пол. Działki Brzóskie) — село в Польщі, у гміні Ґловачув Козеницького повіту Мазовецького воєводства.
У 1975-1998 роках село належало до Радомського воєводства.